# Sheena, reine de la jungle
Pour les articles homonymes, voir Sheena.
Sheena, reine de la jungle, Sheena, Queen of the Jungle en version originale, est un personnage de fiction créé en 1937 par Will Eisner et Jerry Iger dans le premier numéro du pulp magazine britannique Wags. En 1938, Mort Meskin et William Thomas sont séduits par le personnage et le reprennent dans le comic book Jumbo Comics #1 pour Fiction House. Sheena est la première d'une longue liste de tarzanides féminins, également nommées jungle girls. Elle est également la première héroïne à être le personnage principal d'un comic book.
Par la suite, le personnage est repris par divers maisons d'éditions comme AC Comics, Marvel Comics et dernièrement Devil's Due Publishing. Sheena a également été adaptée dans deux séries télévisées et un film. Dans toutes ses publications ou adaptations, son histoire est quasiment identique. Ses parents meurent en Afrique durant un safari. Orpheline, elle est recueillie et élevée par une sorcière africaine. Adulte, elle est capable de communiquer avec les animaux, elle se défend contre les dangers de ses étendues sauvages et protège la jungle des attaques des hommes.

## Historique des publications

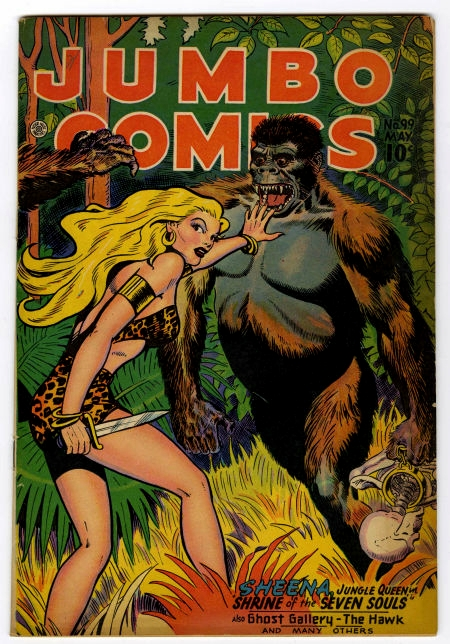
Couverture d'un numéro de la série Jumbo Comics représentant l'héroïne.

Créée en 1937 par Will Eisner et Jerry Iger, Sheena apparaît dans le premier numéro du pulp magazine britannique Wags. Sheena est la première d'une longue liste de tarzanides féminins, Sheena a été précédée par le personnage de Rima, the Jungle Girl dans le livre Green Mansions : A Romance of the Tropical Forest de William Henry Hudson, paru en 1904. Une autre inspiration est le personnage de Henry Rider Haggard dans son livre Elle ou la Source de feu (She, 1887).
En 1938, Mort Meskin et William Thomas adapte Sheena aux comics dans Jumbo Comics #1 de Fiction House. Elle apparaît dans les dix numéros suivants de cette série de comic books. De 1942 à 1952, la maison d'édition publie une série éponyme Sheena, Queen of the Jungle de dix-huit numéros. L'année suivante, Fiction House publie un one-shot 3-D Sheena, Jungle Queen. En 1958, I. W. Publishing republie la série de comic books de Fiction House dans Sheena, Queen of the Jungle #1-9.
En 1971, Skywald Publications utilise le personnage dans Jungle Adventures #2. AC Comics prend le relais avec Good Girl Art Quarterly et Jungle Girls #9. En 1984, Marvel Comics publie deux numéros intitulés Sheena. En 1985, Blackthorne Publishing Inc  publie Jerry Iger's Classic Sheena et Sheena 3-D Special par Dave Stevens. De 1998 à 1999, London Night Studios publie deux mini-séries sur l'héroïne Sheena: Queen of the Jungle #0-2 et Sheena Queen of the Jungle: Bound #1-4,.
En 2007, Devil's Due Publishing reprend le personnage et crée un one-shot Sheena: Queen of the Jungle 99¢ Special et la mini-série Sheena: Queen of the Jungle #1-5,. La mini-série Sheena Queen of the Jungle: Dark Rising #1-3 est créée en l'année suivante. Devil's Due Publishing décide de moderniser Sheena. Ses aventures sont désormais en Amérique du Sud. Dans une interview pour Comic Book Resources, le scénariste Steven De Souza déclare « Nous avons essayé de rester fidèle en même temps à ce qui faisait que [Sheena] fonctionnait durant l'âge d'or tout en faisant [le livre] vrai au XXe siècle ».

## Biographie du personnage
Les parents de Sheena trouvent la mort durant un safari ; depuis elle est élevée et éduquée par une sorcière africaine. Sheena développe la capacité de communiquer avec les animaux. Adulte, armée d'une lance, de couteaux et d'un arc, elle affronte les dangers de ses contrées sauvages et les hommes blancs qui s'en prennent à la jungle.

## Adaptations à d'autres médias

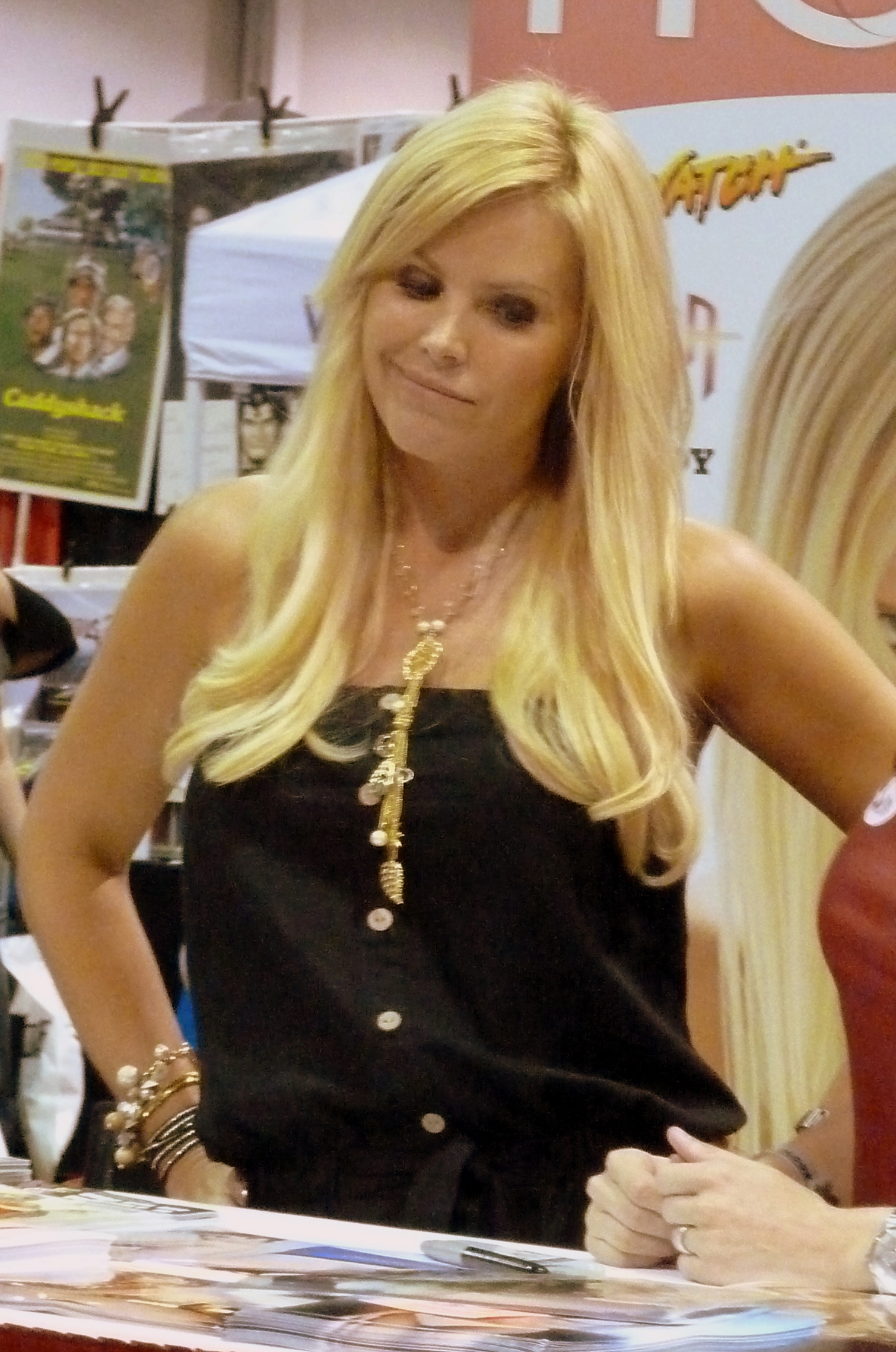
Gena Lee Nolin, intrerprète de Sheena dans la série de 2000 à 2002 (2011).

De 1955 à 1956, le personnage de fiction est adaptée au petit écran avec la série télévisée de 26 épisodes Sheena: Queen of the Jungle. Irish McCalla interprète le rôle-titre et Chris Drake celui de Bob Rayburn, le chasseur. Comme son prédécesseur dans les comics, Sheena est une jeune femme innocente mais pleine de ressources et dotée d'une grande force de volonté. Elle possède les mêmes capacités de communication avec les animaux et affronte les hommes qui menacent sa jungle,.
En 1984, John Guillermin réalise le film Sheena, reine de la jungle avec Tanya Roberts dans le rôle de Shenna, Ted Wass dans celui du reporter Vic Casey, Donovan Scott en tant que son caméraman Fletch Agronsky et France Zobda interprète la méchante Zanda. Le film est mal accueilli par les critiques,.
De 2000 à 2002, Sheena a une nouvelle série télévisée Sheena, Reine de la Jungle. Elle est composée de 35 épisodes et Gena Lee Nolin interprète le rôle-titre,.

## Hommage
Dans une interview pour le magazine Rolling Stone, Joey Ramone, auteur de la chanson Sheena Is a Punk Rocker, explique que le titre de ce succès du groupe The Ramones provient de Sheena, reine de la jungle.